# Sprachwissenschaft
Die Sprachwissenschaft oder Linguistik (zu lateinisch lingua ‚Zunge‘, ‚Sprache‘) untersucht in verschiedenen Herangehensweisen die menschliche Sprache. Inhalt sprachwissenschaftlicher Forschung sind die Sprache als System, ihre einzelnen Bestandteile und Einheiten sowie deren Bedeutungen. Des Weiteren beschäftigt sich die Sprachwissenschaft mit Entstehung, Herkunft und geschichtlicher Entwicklung von Sprache, mit ihrem vielseitigen Gebrauch in der schriftlichen und mündlichen Kommunikation, mit dem Wahrnehmen, Erlernen und Artikulieren von Sprache sowie mit den möglicherweise damit einhergehenden Störungen.
Ein großes Teilgebiet ist die Allgemeine Sprachwissenschaft: Sie stellt die Methoden bereit, mit der beliebige Einzelsprachen beschrieben und auch miteinander verglichen werden können. Wesentliche Aspekte der Allgemeinen Sprachwissenschaft sind Grammatiktheorie (im weiten Sinn einschließlich Phonologie und Semantik), Vergleichende Sprachwissenschaft bzw. Sprachtypologie und Historische Sprachwissenschaft. Sprachsystem, Sprachgeschichte und Sprachverwendung kann auch auf bestimmte Einzelsprachen oder Sprachgruppen beschränkt untersucht werden, so in der Germanistischen Linguistik das Deutsche oder im Rahmen der Romanistik die Romanischen Sprachen.
Ein weiteres Teilgebiet der Sprachwissenschaft ist die Angewandte Linguistik. Diese kann ebenfalls Fragen behandeln, die sprachübergreifend formuliert sind, zum Beispiel wissenschaftliche Grundlagen des Sprachunterrichts im Bereich der Fremdsprachenlehr- und -lernforschung oder Sprachtherapie in der Klinischen Linguistik. Die Psycholinguistik untersucht unter anderem den Spracherwerb des Kleinkinds und die kognitiven Prozesse, die ablaufen, wenn Menschen Sprache verarbeiten. Die Computerlinguistik, die Korpuslinguistik und die Quantitative Linguistik sind Gebiete, die in den letzten Jahrzehnten durch die Erweiterung der technischen Möglichkeiten im Bereich der maschinellen Sprachverarbeitung stark an Bedeutung gewonnen haben. Die Soziolinguistik, Medienlinguistik und Politolinguistik behandeln den zwischenmenschlichen und öffentlichen Sprachgebrauch und den Übergangsbereich zu den Sozialwissenschaften.
Sprachwissenschaft umfasst also zahlreiche größere und kleinere Teilgebiete, die insgesamt sowohl inhaltlich als auch methodisch uneinheitlich sind und mit einer Vielzahl anderer Wissenschaften in Kontakt stehen.

## Wissenschaftstypus
Da unterschiedliche Lesarten des Begriffs Sprache existieren und sehr unterschiedliche Aspekte von Sprache untersucht werden, ist die Zuordnung der Sprachwissenschaft zu nur einem Wissenschaftstypus nicht möglich. So wird die Linguistik beispielsweise als Lehre vom sprachlichen System von vielen als ein Teilgebiet der Semiotik, der Lehre von den Zeichen, angesehen und lässt sich damit der Gruppe der Strukturwissenschaften und den Formalwissenschaften zuordnen. Wird aber etwa der individuelle Erwerb von Sprache und der Gebrauch von Sprache aus psychologischer oder klinischer Warte gesehen, so sind diese Teilbereiche der Sprachwissenschaft zu den Naturwissenschaften zu zählen. Bei Betrachtung von Sprache als gesellschaftlichem und kulturellem Phänomen hingegen ist die Sprachwissenschaft als Kultur- bzw. Geisteswissenschaft zu werten. Auch gibt es Teilbereiche der Sprachwissenschaft (z. B. Ethno-, Polito- oder Soziolinguistik), die als solche zu den Sozialwissenschaften zu rechnen sind.

## Terminologie

### Die TerminiSprachwissenschaftundLinguistik

„Institut für Sprachwissenschaft“ (vormalig) und „Fachbereich Linguistik“ (nunmehrig) als Bezeichnungen derselben universitären Einrichtung

Grundsätzlich gibt es in der Sprachwissenschaft keine strenge Regelung zur Benennung dieser Disziplin selbst. Zum einen lassen die sehr unterschiedlichen Forschungsgebiete der Linguistik, aber auch ihre Nähe zu und Spezifizierung in den verschiedenen einzelsprachlichen Philologien (wie Germanistik, Anglistik, Romanistik usw.) die Sprachwissenschaft als solche insgesamt wenig geschlossen erscheinen. Infolgedessen wird öfters selbst innerhalb wissenschaftlicher Institutionen zur Bezeichnung neben Sprachwissenschaft völlig bedeutungsgleich auch die Pluralform Sprachwissenschaften herangezogen.
Zum anderen werden mehrheitlich die Ausdrücke Sprachwissenschaft und Linguistik gleichgesetzt und auch bei Benennungen von Teildisziplinen grundsätzlich als Synonyme verstanden, wie es etwa in den Bezeichnungen Historische Sprachwissenschaft und Historische Linguistik der Fall ist. Es sind jedoch gewisse regionale Bevorzugungen zu verzeichnen. So wird zum Beispiel der Begriff Allgemeine Linguistik in Österreich weniger gebraucht und hier eher von einer Allgemeinen Sprachwissenschaft gesprochen. Auch mögen in den einzelnen örtlichen „Schulen“ bestimmte Benennungen bevorzugt werden.
Oft wird aber zwischen den beiden Bezeichnungen insofern unterschieden, als mit Sprachwissenschaft die Sprache und der Sprachgebrauch als gesellschaftliches und kulturelles Phänomen gesehen werden. Mit diesem Verständnis steht die Sprachwissenschaft der Literaturwissenschaft sowie besonders der Philologie nahe. Demgegenüber wird dann unter Linguistik die reine Systemlinguistik verstanden, also die Betrachtung der Struktur einzelner Sprachen sowie deren unterschiedlicher Funktionen wie etwa im Zuge des Erwerbs von Sprache, ihre Repräsentation im Gehirn, ihr Gebrauch abhängig von sozialen oder demografischen Faktoren usw.
Die Beschäftigung mit Sprache in der Art einer exakten Wissenschaft, wie sie vor allem mit dem neueren Begriff „Linguistik“ verbunden ist, hat sich auch in der Sache erst allmählich, vor allem im 20. Jahrhundert, herausgebildet. Im traditionellen Rahmen und in älterer Literatur wurde „die Lehre von der Sprache und ihren Gesetzen“ dann auch eher als Sprachkunde bezeichnet, was aber heute nicht mehr als Synonym zu „Sprachwissenschaft“ erscheint.

### Benennung von Teildisziplinen
Unabhängig davon, ob eine Benennungsdichotomie von Sprachwissenschaft und Linguistik vorliegt oder nicht, wird bei der Bezeichnung der sprachwissenschaftlichen Teildisziplinen, die andere Wissenschaftsbereiche berühren, ausschließlich der Ausdruck Linguistik verwendet. So existiert beispielsweise nur eine Soziolinguistik und keine Sozio- oder Sozialsprachwissenschaft. Auch ist terminologisch in der Regel nur eine Psycholinguistik, Computerlinguistik, Politolinguistik usw. anzutreffen.
Mitunter, jedoch in Österreich kaum, wird der Teilbereich der Allgemeinen Sprachwissenschaft auch als Theoretische Sprachwissenschaft oder Theoretische Linguistik bezeichnet.
Des Weiteren existiert die nicht restlos geklärte Frage, was man unter „angewandter“ Sprachwissenschaft zu verstehen habe. Einerseits können darunter diejenigen Teilgebiete verstanden werden, die die real angewendete Sprache untersuchen (im Gegensatz zu den theoretischen Konstrukten von sprachlichen Systemen, Grammatikmodellen usw.); andererseits kann „angewandte“ Sprachwissenschaft auch heißen, dass es sich dabei um die Anwendung der Forschungsergebnisse in der (außerhalb der Linguistik befindlichen) Praxis handelt (Sprachtherapie, Spracherkennung am Computer usw.). Dieses Problem der Grenzfälle zwischen Allgemeiner oder Theoretischer, und Angewandter Sprachwissenschaft wird innerhalb der Disziplin, ausgehend von einer Diskussion im englischsprachigen Wissenschaftsraum, auch unter der Benennungsopposition applied linguistics (für den ersteren Fall) versus linguistics applied (für den letzteren Fall) diskutiert.

### Fachvokabular
In der Sprachwissenschaft wird eine eigene Fachterminologie verwendet. Eine ganze Reihe von Fachausdrücken erscheint auch im alltäglichen Sprachgebrauch. Grundlegende Termini sind über die schulische Ausbildung auch der Allgemeinheit verständlich. Dazu zählen insbesondere die Bezeichnungen für Wortarten (Verb, Substantiv usw.), für funktionale Satzelemente (Subjekt, Objekt usw.) und andere Ausdrücke aus der traditionellen Schulgrammatik. Außerdem existiert eine Reihe von Ausdrücken, welche Nicht-Sprachwissenschaftler intuitiv in der Grundbedeutung erfassen mögen (Textsorte, Sprecher, Sprachkorpus, Analogie, Anomalie usw.), was mitunter zu Irrtümern führen kann, denn viele Fachausdrücke haben innerhalb der wissenschaftlichen Disziplin eine andere oder zusätzliche Bedeutung als im sprachlichen Alltag. Zudem werden von Laien Ausdrücke dieser Art aufgrund ihrer Erfahrungen im schulischen Unterricht bevorzugt unter normativem Aspekt, also dahingehend gesehen, was „richtig“ und was „falsch“ ist, während sie als Fachvokabel innerhalb der wissenschaftlichen Disziplin in der Regel eine rein deskriptive Funktion haben. Solche unscharfen Grenzen zwischen Umgangssprache und Fachsprache sind aber kein Spezifikum der Sprachwissenschaft, sondern liegen auch bei anderen Wissenschaften vor.
Neben Ausdrücken, die dem allgemeinen Sprachgebrauch nahe sind und oft auch aus dem Deutschen stammen, existiert eine ganze Reihe von Termini, die aus lateinischen oder altgriechischen Wortelementen bestehen. Neuere Fachausdrücke werden oft aus dem Englischen übernommen oder eingedeutscht. Nur ein äußerst geringer Teil des (wissenschaftsgeschichtlich früh entstandenen) Fachvokabulars stammt aus dem Französischen. In den linguistischen Randbezirken zu anderen Disziplinen spielt auch deren Fachterminologie eine wesentliche Rolle.

## Teilbereiche
Zusätzlich zu der inhomogenen Benennungsweise der wissenschaftlichen Disziplin selbst ist auch die Trennung der Sprachwissenschaft in klar voneinander abgegrenzte Teildisziplinen uneinheitlich. Oft ist sogar überhaupt eine solche Trennung selbst umstritten, was nicht zuletzt auf den insgesamt starken interdisziplinären Charakter des wissenschaftlichen Gesamtbereiches zurückzuführen ist. Viele Forscher empfinden bereits die Abgrenzung der drei großen linguistischen Domänen
- Vergleichende Sprachwissenschaft bzw. Historische Sprachwissenschaft
- Allgemeine Sprachwissenschaft und
- Angewandte Sprachwissenschaft

als künstlich oder unzweckmäßig. Dem entspricht auch die teils unterschiedliche Zuordnung einzelner Forschungsfelder entweder zu dem einen oder dem anderen Bereich. So besteht z. B. keine allgemeine Übereinkunft darüber, ob die Varietätenlinguistik als ein abzugrenzendes Teilgebiet der Angewandten Sprachwissenschaft oder als Teil der Soziolinguistik gelten soll.
Nicht als Teilbereich der Linguistik wird aber in der Regel die Philologie gewertet, welche einzelne Sprachen sowohl aus sprach- als auch literatur- und kulturwissenschaftlicher Sicht untersucht. Vielmehr gilt sie wissenschaftsgeschichtlich als eigene Disziplin, was sich in Deutschland vielfach in einer entsprechend getrennten Universitäts- und Unterrichtsstruktur niederschlägt, auch wenn enge Verbindungen zwischen Philologien und Linguistik bestehen. In Österreich hingegen haben im Allgemeinen die entsprechenden universitären Institute (vornehmlich Germanistik, Anglistik, Romanistik und Slawistik) sowohl eine philologisch-literaturwissenschaftliche als auch eine sprachwissenschaftliche Abteilung.
Hinsichtlich der folgenden Taxonomie der linguistischen Teildisziplinen besteht weitgehend Konsens.
Die folgende Tabelle veranschaulicht Bereiche der Linguistik und deren Gegenstände.
| Bereich                     | Gegenstand                    |
| --------------------------- | ----------------------------- |
| Phonetik/Phonologie         | lautliche Struktur            |
| Morphologie                 | Wortstruktur                  |
| Syntax                      | Satzstruktur                  |
| Semantik                    | Bedeutung                     |
| Pragmatik                   | Gebrauch                      |
| Psycho- und Neurolinguistik | Prozesse im Hirn              |
| Soziolinguistik             | soziale Variation der Sprache |
| Dialektologie               | lokale Variation der Sprache  |

### Vergleichende Sprachwissenschaft
Die Vergleichende Sprachwissenschaft kann dahingehend in einzelne Teilgebiete gegliedert werden, ob eine diachrone oder synchrone Untersuchungsweise vorliegt. Die allgemein-vergleichenden Fächer können aber auch der Allgemeinen Sprachwissenschaft und die historisch-vergleichenden Fächer einer eigenständigen Historischen Sprachwissenschaft zugerechnet werden.
- Allgemein-vergleichende Sprachwissenschaft
  - Arealtypologie, die synchron-vergleichende Untersuchung von Sprachen eines geographischen Raumes mit dem Ziel, Sprachbünde zu ermitteln
  - Kontrastive Linguistik, die synchron-vergleichende Untersuchung von meist nur zwei Sprachen mit dem Ziel, die spezifischen Unterschiede zwischen diesen zu erkennen
  - Sprachtypologie, die synchron-vergleichende Untersuchung von Sprachen mit dem Ziel, Sprachtypen festzustellen
  - Universalienforschung versucht, die allen Sprachen gemeinsamen Eigenschaften (Sprachuniversalien) aufzudecken
  - Varietätenlinguistik, die synchron-vergleichende Untersuchung von Einzelsprachen mit dem Ziel, Unterschiede innerhalb dieser bestimmten Sprache, also sprachliche Varietäten herauszuarbeiten, z. B. verschiedene Dialekte, Soziolekte, Fachsprachen usw. (Da diese Unterschiede großteils auf soziale Faktoren zurückzuführen sind, wird die Varietätenlinguistik auch als Teilgebiet der Soziolinguistik, einer Disziplin der Angewandten Sprachwissenschaft, behandelt.)

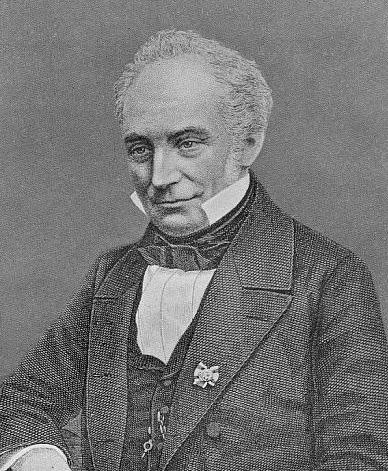
Franz Bopp (1791–1865), Begründer der Historisch-Vergleichenden Sprachwissenschaft

- Historisch-vergleichende Sprachwissenschaft (auch Diachronie)

- Historische Linguistik (im engeren Sinne), die diachron-vergleichende Untersuchung von Sprachen mit dem Ziel, Sprachfamilien herauszuarbeiten und Entwicklungslinien einer oder mehrerer Einzelsprachen im Vergleich, also Veränderungen in der Phonologie, Morphologie, Syntax, Semantik und Stilistik im Laufe der Zeit nachzuzeichnen. Sie befasst sich also mit Sprachwandel in jeglicher Hinsicht.

Weit verbreitet ist auch die Tradition, welche dieses Fach gemeinsam mit den nachfolgend gelisteten Teilgebieten zu einem einzigen Hauptfach Historische Linguistik oder Historische Sprachwissenschaft zusammenfasst. Unter dieser Annahme liegt dann also das Verständnis einer Historischen Linguistik im weiteren Sinne vor.
- Etymologie, Lehre über die Entstehung und Herkunft von Wörtern und ihren Bedeutungen
- Indogermanistik versucht eine Rekonstruktion der indo-europäischen (indogermanischen) Ursprache sowie durch Vergleich der Entwicklungen den Verlauf zu den heutigen indogermanischen Einzelsprachen nachzuvollziehen
- Onomastik erforscht die Entstehung, Bedeutung und Verbreitung von Eigennamen (oft im Verbund mit der Etymologie behandelt)

Damit wird also zugleich eine Klassifizierung vorgenommen, welche neben der Allgemeinen Sprachwissenschaft und der Angewandten Sprachwissenschaft als drittes großes Teilgebiet statt der Vergleichenden Sprachwissenschaft die Historische Sprachwissenschaft zählt, wobei dann die allgemein-vergleichenden Fächer der Allgemeinen Sprachwissenschaft zugerechnet werden.

### Angewandte Sprachwissenschaft
Die Angewandte Sprachwissenschaft ist keineswegs als homogener Teilbereich der Linguistik zu verstehen, vielmehr subsumiert sie die Teildisziplinen, die sich in erster Linie nicht mit Sprache als abstraktem System befassen, sondern die Sprache im Zusammenhang mit ihrer „realen“ Umwelt sehen, sich also der tatsächlich angewendeten Sprache widmen. Diesem Verständnis von „angewandt“, also applied linguistics, steht die Idee der linguistics applied gegenüber, worunter die praktische Umsetzung linguistischer Forschungsergebnisse zu verstehen ist, wie sie vorliegt z. B. im Falle der Computerlinguistik (wo Erkenntnisse der Allgemeinen Linguistik in der Informatik Anwendung finden), der Klinischen Linguistik (wo Forschung im Dienste der Erarbeitung von Therapieformen steht), der Sprachlehrforschung (für die Entwicklung von Lehrmaterial) oder der Schreibforschung und Schreibdidaktik (für pädagogische Zwecke).
Des Weiteren werden häufig die Psycholinguistik, die Soziolinguistik und andere Fächer der Allgemeinen Sprachwissenschaft zugerechnet, weil sie sich der Beschreibung von Sprache als Teil des Individuums widmet und allgemeine Prinzipien und Vorgänge erkunden will – im Gegensatz zu jenen Disziplinen, die einen Bezug zum praktischen Leben herstellen und sich somit mit der „Anwendung“ von Sprache befassen.
Da die Soziolinguistik sowohl Sprache und Gesellschaft, als auch die Mehrsprachigkeit der Gesellschaft selbst untersucht, kann sie auch als Überbegriff für jene Teildisziplinen verwendet werden, die normalerweise als gleichwertig etablierte Bereiche der Angewandten Sprachwissenschaft gelten, z. B. für die Sprachlehrforschung oder die Diskursanalyse.
Vor allem aber entscheiden die Strukturen von Universitäten und Instituten darüber, wie die Disziplinen wahrgenommen werden, denn mehrheitlich behandeln die angewandten Fächer auch solche Aspekte mit, die gemäß Definition zur Allgemeinen Sprachwissenschaft gezählt werden.
Der Angewandten Sprachwissenschaft werden in der Regel folgende Teilgebiete zugerechnet:
- Computerlinguistik unter den Aspekten
  - Künstliche Intelligenz
  - Spracherkennung und Prosodieerkennung mittels Computer
  - Softwareentwicklung (Sprachkorrekturprogramme, Lernsoftware und webbasierte Lernplattformen)
  - Texttechnologie und Gestaltung von Hypertext
- Forensische Linguistik, Untersuchung und Diagnostik von Sprache zu kriminalistischen und gerichtlichen Zwecken
- Internetlinguistik, Analyse sprachlicher Phänomene, die im und durch das Internet entstehen
- Klinische Linguistik, die Erforschung des Sprachgebrauchs und der Sprachwahrnehmung bei Schädigungen des Gehirns und Erarbeitung von therapeutischen Verfahren inkl. Sprachentwicklungsdiagnostik; mit ihr stehen einige andere Fächer eng in Zusammenhang, die entweder zur Angewandten Sprachwissenschaft als applied linguistics oder auch zur Allgemeinen Sprachwissenschaft gerechnet werden. Dabei handelt es sich neben der Psycholinguistik im Besonderen auch um
  - Neurolinguistik, die Untersuchung der Verarbeitung von Sprache im Gehirn
  - Patholinguistik (auch Sprachpathologie), die Untersuchung von Problemen bei Sprachperzeption, -verarbeitung und -produktion
- Lexikografie, Erstellen von Wörterbüchern (in erster Linie für den allgemeinen Gebrauch)
- Sprach- und Schreibberatung, Beratung und Coaching für Institutionen, öffentliche Einrichtungen, Journalismus und Public Relations sowie für private Zwecke und Bereiche
- Sprachlehr- und Sprachlernforschung und Sprachdidaktik, Untersuchung von, und Gestaltungsmaßnahmen für Sprachunterricht, Sprecherziehung, Alphabetisierung; inklusive anderer Teilgebiete wie Schreibdidaktik und Untersuchen von Lernverhalten
- Sprachplanung, Untersuchung und Schaffung von politischen Rahmenbedingungen und sprachpolitischen Maßnahmen für Sprachstandardisierung oder Mehrsprachigkeit
- Standardologie befasst sich mit der Standardisierung von Sprachen oder Teilsprachen (wie etwa mit dem Zusammenfassen mehreren Sprachvarietäten zu einer (nationalen) Standardsprache im Rahmen der Sprachpolitik oder mit der Vereinheitlichung von technischer und anderer Terminologie u. Ä.).

Folgende Teilgebiete verstehen sich als angewandte Fächer im Sinne einer applied linguistics und können auch zur Allgemeinen Sprachwissenschaft in einem weiteren Sinne gerechnet werden:
- Computerlinguistik unter den Teilaspekten
  - Programmiersprachen
  - Mensch-Computer-Interaktion
- Ethnolinguistik, Untersuchung von Sprache und Sprachkultur unter völkerkundlichen Aspekten
- Psycholinguistik, die Erforschung der Sprache in Abhängigkeit von psychischen Funktionen, dabei besonders auch
  - die Forschung zum Spracherwerb (Erst- und Zweitspracherwerb)
  - Kognitive Linguistik, die Untersuchung des Zusammenhangs zwischen Sprache und Denken
- Soziolinguistik beschäftigt sich „in engerem Sinne“ mit der Sprache in Abhängigkeit von gesellschaftlichen Variablen wie soziale Schicht oder Alter. „In weiterem Sinne“ werden das Verhältnis von Sprache und Gesellschaft unter verschiedenen Aspekten sowie die Mehrsprachigkeit von Gesellschaft behandelt. Dazu zählen insbesondere folgende Teilgebiete:
  - Feministische Linguistik, Untersuchung der Sprache und des Sprachgebrauchs in Abhängigkeit vom Geschlecht, geschlechtsneutraler Sprachgebrauch (Wird Geschlecht nicht als natürliches Geschlecht (sexus), sondern als soziales Geschlecht (gender) definiert, wird die Forschung nicht aus feministischer Perspektive allein betrieben und das Teilgebiet als Genderlinguistik gehandelt).
  - Forschung zu Sondersprachen (z. B. Jugendsprache, Untersuchungen jugendlicher Sprache und jugendlichen Sprachverhaltens und ihre historische Entwicklung)
  - linguistische Diskursanalyse untersucht Sprachäußerungen auf übertextlicher Ebene
  - Spracheinstellungsforschung, Untersuchung von Einstellungen (Meinungen, Haltungen) zu einzelnen Sprachen und/oder Dialekten
  - Interkulturelle Kommunikation, Untersuchung von sprachlichem und außersprachlichem Verhalten bei Kommunikation von Sprechern verschiedener Kulturen
  - Interlinguistik, die Untersuchung der internationalen Kommunikation vornehmlich unter Verwendung von Plansprachen
  - Medienlinguistik, Forschungen in erster Linie zur Untersuchung von sprachlichen Phänomenen in Medientexten, Mehrsprachigkeit in den Medien und zur Erfassung medialer Diskurse
  - Politolinguistik, Erforschung der Sprache und des Sprachverhaltens im politischen Sektor

### Interdisziplinäre Teilgebiete der Linguistik
Zusätzlich zu den bereits gelisteten Fächern, deren Zuordnung definitionsabhängig ist, gibt es eine Reihe weiterer Fachgebiete, deren Bezeichnungen je nach Universität, Teildisziplin oder paradigmatischer Ausrichtung unterschiedliches Verständnis hervorrufen und die nur bedingt einem bestimmten linguistischen Teilgebiet zugeordnet werden können. Auch berühren sie zum Teil andere Wissenschaftsgebiete. Das sind:
- Dialektologie
  - deskriptive Untersuchungen von Dialekten in der Allgemeinen wie auch in der Vergleichenden Sprachwissenschaft
  - Verwendung von Dialekten, also aus soziolinguistischer Perspektive
  - Verhältnis von Sprache und Dialekt, also in der Varietätenlinguistik
- Forschung zu Fachsprachen
  - als systematische Beschreibung von Fach- und berufsspezifischen Sprachen Teil der Allgemeinen Sprachwissenschaft (Varietätenlinguistik)
  - als Beschreibung des Gebrauchs von Fachsprachen in der Kommunikation in staatlichen Institutionen und anderen Einrichtungen (Amtssprache, medizinischer Fachbereich usw.) Teilgebiet der Angewandten Sprachwissenschaft (Soziolinguistik)
- Kontaktlinguistik, Untersuchung von Sprachkontaktphänomenen als Schnittstelle zwischen Allgemeiner, Angewandter und Vergleichender Sprachwissenschaft
- Koloniallinguistik, Untersuchung der vielfältigen sprachlichen Aspekte, die sich in Kolonialsituationen ergeben/ergeben haben

Elektronisch gefertigte Konkordanz – Mittel der modernen Korpuslinguistik

- Korpuslinguistik, Untersuchung von Sprachsystem realer schriftlicher Texte und mündlicher Sprachäußerungen anhand von repräsentativen Textkorpora entweder als neues eigenständiges Teilgebiet der Allgemeinen Sprachwissenschaft gesehen oder als Methode der Erkenntnisgewinnung in einzelnen allgemeinen und angewandten Teildisziplinen herangezogen
- Paläolinguistik untersucht die Entstehung menschlicher Sprache. Sie ist nur schwer einem der Hauptgebiete der Sprachwissenschaft zuzuordnen und es bestehen Überschneidungen mit der Psychologie und der Anthropologie.
- Ökolinguistik, mäßig etablierter Zweig soziolinguistischer Grundlage, der sich im Wesentlichen mit der Ökologie von Sprache und der Sprache von Ökologie widmet
- Schreibforschung und Schreibdidaktik, an der Schnittstelle zwischen Textlinguistik, soziolinguistischer Institutionenforschung und Sprachlehrforschung
- Schriftlinguistik ist ein Begriff, der die verschiedenen Strömungen der Linguistik zusammenfasst, die sich der Erforschung von Schrift und Schriftsystemen sowie ihrem Erwerb und gezielten Einsatz für bestimmte kommunikative Zwecke widmen
- Sprachstatistik
  - als Statistik der Sprachen Teil der Sozio-, Varietäten- oder Interlinguistik
  - als Erhebung statistischer Daten zu beliebigen sprachlichen Aspekten, meist im Bereich der Allgemeinen Sprachwissenschaft, aber auch der Historischen Linguistik, Psycholinguistik, der Spracherwerbsforschung, Sprachtypologie und weiterer Disziplinen
- Sprachwahrnehmung, Erforschung der akustischen Wahrnehmung von Sprache (auditive Phonetik) im Schnittpunkt zwischen Phonetik, Psycho- und Neurolinguistik
- Translatologie

## Interdisziplinarität
Mit der Auflistung der linguistischen Teilgebiete wird der interdisziplinäre Charakter der Sprachwissenschaft deutlich. Etliche Teildisziplinen grenzen explizit an andere Wissenschaften und teilen mit diesen bestimmte Interessengebiete. Dies betrifft hauptsächlich die Wissenschaftsbereiche:
- Gender Studies (Feministische Linguistik)
- Informatik (Computerlinguistik)
- Kommunikationswissenschaft (Medienlinguistik, Interkulturelle Kommunikation)
- medizinischer Teilbereich Neurologie (Neurolinguistik)
- Pädagogik (Sprachlehrforschung)
- Politikwissenschaft (Politolinguistik)
- Psychologie (Psycholinguistik)
- Soziologie (Soziolinguistik)

Mehrfach haben linguistische Teildisziplinen ihre fachliche Entsprechung in Teilgebieten der angrenzenden Wissenschaften, sodass beide – eigentlich fälschlicherweise, da inhaltlich und methodisch vielfach unterschiedlich – auch im akademischen Bereich fallweise miteinander gleichgesetzt werden. Dies liegt besonders in folgenden Fällen vor:
- Politolinguistik – Politische Kommunikation
- Psycholinguistik – Sprachpsychologie
- Soziolinguistik – Sprachsoziologie

Die Sprachwissenschaft fungiert weiters als ausgewiesene Teil- und Hilfswissenschaft anderer Wissenschaftsgebiete:
- Die Allgemeine Sprachwissenschaft ist mit ihrer Erforschung von sprachlichen Strukturen und mit dem Erstellen von Grammatikmodellen neben Psychologie und Neurologie integrativer Bestandteil der Kognitionswissenschaft.
- Die Historische Linguistik ist besonders mit ihren Methoden des sprachlichen Vergleichs und der sprachlichen Rekonstruktion Hilfswissenschaft für die Archäologie und für die Alte Geschichte.

In Hinblick auf gewisse linguistische Forschungsfragen gelten noch weitere wissenschaftliche (Teil-)Disziplinen als der Sprachwissenschaft benachbart, so hauptsächlich:
- Anthropologie
- Ethnologie
- Klassische Philologie und Epigraphik
- Medienwissenschaft
- Logopädie und Phoniatrie
- Ökologie
- Rechtswissenschaft
- Rhetorik und Sprechwissenschaft
- Semiotik und Sprachphilosophie
- Übersetzungswissenschaft

## Geschichte der Sprachwissenschaft

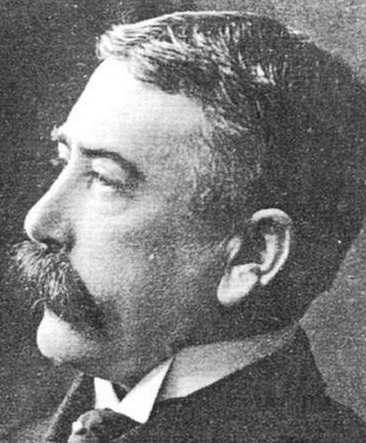
Ferdinand de Saussure (1857–1913), einer der bedeutendsten Vertreter des linguistischen Strukturalismus

Die Geschichte der Sprachwissenschaft erstreckt sich von antiken Anfängen in Indien und Griechenland, in denen die Beschäftigung mit Sprache noch anderen Zwecken – in Indien der Interpretation ritueller Texte, in Griechenland als Vorbereitung für die Philologie – untergeordnet war, bis hin zu der modernen, autonomen Wissenschaft mit vielen Subdisziplinen, die sie heute ist. Wichtige Stationen auf diesem Weg waren in der letzten Zeit insbesondere die Begründung der Indogermanistik im 19. Jahrhundert durch Heinrich Julius Klaproth, die Etablierung der strukturalistischen Sprachbeschreibung durch Ferdinand de Saussure zu Beginn des 20. Jahrhunderts und die Entwicklung der Generativen Grammatik durch Noam Chomsky seit Mitte des 20. Jahrhunderts.

## Forschung

### Forschungsparadigmen
In der linguistischen Forschung sind drei grundsätzliche paradigmatische Unterschiede in der Herangehensweise zu verzeichnen. In der Konzeption von Forschungsfragen können diese klarerweise auch miteinander gekreuzt werden.
- präskriptiv – deskriptiv

Präskriptive Schriften über Sprachgebrauch werden heutzutage von Wissenschaftlern weitestgehend als unwissenschaftlich abgelehnt. Normativ orientierte Arbeiten, die als wissenschaftliche angesehen werden, sind im Sinne von applied linguistics zu verstehen, aber solche Arbeiten nehmen im akademischen Bereich nur wenig Raum ein. Gerade in Bezug auf normative Schlussfolgerungen herrschen hier zum Teil sehr kontroverse Ansichten. Beispielsweise wird immer wieder heftig debattiert, inwieweit Sprachkritik überhaupt ein Gegenstand linguistischer Forschung sein und von Linguisten betrieben werden kann und soll, weil sie ja entweder leicht eine werthaltige Norm des Gebrauchs von Sprache einfließen lässt oder oft zugleich Gesellschaftskritik darstellt. Präskriptive Arbeiten werden − mit wenigen Ausnahmen wie etwa Sprachentwicklungstests, die den Sprachstand eines Kindes gemessen an einer ermittelten Entwicklungsnorm festlegen − weitestgehend nicht in der akademischen Forschung und Lehre behandelt, sondern meist von wirtschaftlicher oder privater Seite erstellt.
Beispiele einer Gegenüberstellung von präskriptiven und deskriptiven Arbeiten aus denselben Bereichen sind etwa folgende:
| präskriptiv                                                          | deskriptiv                                           |
| -------------------------------------------------------------------- | ---------------------------------------------------- |
| Lexikografie: Rechtschreibungswörterbuch                             | rückläufiges Wörterbuch                              |
| Psycholinguistik / Klinische Linguistik: medizinische Sprachtests    | Sprachentwicklungsforschung                          |
| Soziolinguistik: Anweisungen für geschlechtsneutralen Sprachgebrauch | Beschreibung geschlechtsspezifischen Sprachgebrauchs |
- diachron – synchron

Diese Sichtweisen bestimmen, ob ein sprachliches Phänomen in seiner Entwicklung über die Zeit (diachron) oder im Zustand zu einem bestimmten Zeitpunkt (synchron) beschrieben wird, wobei dieser Zeitpunkt keinesfalls nur der gerade augenblickliche sein muss. Obwohl sehr viele sprachliche Phänomene auch in einer historischen Dimension wahrgenommen werden können, haben sich in der akademischen Linguistik (zumindest bislang) nur bestimmte Sachbereiche als Gegenstand diachroner Untersuchung etabliert. So werden beispielsweise soziolinguistische Themen oder syntaktische Phänomene nur wenig aus historischer Sicht behandelt, während Laut- und Bedeutungsveränderungen von Wörtern oder Veränderungen im Wortschatz einer Sprache schon seit sehr langem ein zentrales Gebiet historischer Untersuchungen darstellen. Der Umfang und die Auswahl diachron ausgerichteter Forschungsfragen hängt aber erklärlicherweise sehr von der Existenz der vorhandenen Quellen ab.
Beispiele einer Gegenüberstellung von diachronen und synchronen Arbeiten aus denselben Bereichen sind etwa folgende:
| diachron                                                                               | synchron                                        |
| -------------------------------------------------------------------------------------- | ----------------------------------------------- |
| Dialektologie: Verschiebung deutscher Dialektgrenzen vom 16. bis zum 20. Jh.           | Grenzen der deutschen Dialekte im 18. Jh.       |
| Soziolinguistik: Sprache verschiedener sozialer Unterschichten im zeitlichen Vergleich | Sprache der Arbeiterschaft um 1900              |
| Semantik: Bedeutungsentwicklung des Wortes Kunst in der Neuzeit                        | derzeitiges Bedeutungsspektrum des Wortes Kunst |

### Ansätze
- Humanistische

Das Grundprinzip der humanistischen Linguistik ist, dass Sprache eine von Menschen geschaffene Erfindung ist. Eine semiotische Tradition der Sprachforschung betrachtet Sprache als Zeichensystem, das aus dem Zusammenspiel von Bedeutung und Form entsteht. Die Organisation sprachlicher Ebenen gilt als rechnerisch. Die Linguistik wird im Wesentlichen als sozial- und kulturwissenschaftlich orientiert gesehen, weil unterschiedliche Sprachen in der sozialen Interaktion durch die Sprachgemeinschaft geprägt werden. Frameworks, die die humanistische Sicht der Sprache repräsentieren, umfassen unter anderem die Strukturlinguistik.
Strukturanalyse bedeutet, jede sprachliche Ebene zu zerlegen: phonetisch, morphologisch, syntaktisch und diskursiv bis in die kleinsten Einheiten. Diese werden in Inventaren (z. B. Phonem, Morphem, lexikalische Klassen, Phrasentypen) gesammelt, um ihre Vernetzung innerhalb einer Hierarchie von Strukturen und Schichten zu untersuchen. Die Funktionsanalyse fügt der Strukturanalyse die Zuweisung semantischer und anderer funktionaler Rollen hinzu, die jede Einheit haben kann. Zum Beispiel kann eine Nominalphrase als Subjekt oder Objekt des Satzes fungieren; oder der Agent oder Patient.
Funktionale Linguistik oder funktionale Grammatik ist ein Zweig der strukturellen Linguistik. In der humanistischen Referenz beziehen sich die Begriffe Strukturalismus und Funktionalismus auf ihre Bedeutung in anderen Humanwissenschaften. Der Unterschied zwischen formalem und funktionalem Strukturalismus liegt in der Beantwortung der Frage, warum Sprachen die Eigenschaften haben, die sie haben. Funktionale Erklärung beinhaltet die Idee, dass Sprache ein Werkzeug für Kommunikation ist, oder dass Kommunikation die primäre Funktion von Sprache ist. Sprachliche Formen werden folglich durch einen Appell an ihren funktionalen Wert oder ihre Nützlichkeit erklärt. Andere strukturalistische Ansätze nehmen die Perspektive ein, die sich aus den inneren Mechanismen des bilateralen und vielschichtigen Sprachsystems ergibt.
- Biologische

Ansätze wie die kognitive Linguistik und die generative Grammatik untersuchen die sprachliche Kognition mit dem Ziel, die biologischen Grundlagen der Sprache aufzudecken. In der Generativen Grammatik werden diese Grundlagen so verstanden, dass sie angeborenes domänenspezifisches grammatikalisches Wissen beinhalten. Daher ist eines der zentralen Anliegen des Ansatzes herauszufinden, welche Aspekte des sprachlichen Wissens angeboren sind und welche nicht.
Im Gegensatz dazu lehnt die kognitive Linguistik den Begriff der angeborenen Grammatik ab und untersucht, wie der menschliche Geist aus Ereignisschemata sprachliche Konstruktionen schafft. und die Auswirkungen kognitiver Einschränkungen und Verzerrungen auf die menschliche Sprache. Ähnlich wie beim neurolinguistischen Programmieren wird Sprache über die Sinne angegangen. Kognitive Linguisten untersuchen die Verkörperung von Wissen, indem sie nach Ausdrücken suchen, die sich auf modale Schemata beziehen.
Ein eng verwandter Ansatz ist die evolutionäre Linguistik, die das Studium sprachlicher Einheiten als kulturelle Replikatoren umfasst. Es ist möglich zu untersuchen, wie sich Sprache repliziert und sich an den Verstand des Einzelnen oder der Sprachgemeinschaft anpasst. Konstruktionsgrammatik ist ein Framework, das das Meme-Konzept auf das Studium der Syntax anwendet.
Der generative Ansatz und der evolutionäre Ansatz werden manchmal als Formalismus versus Funktionalismus bezeichnet. Diese Bezugnahme unterscheidet sich jedoch von der Verwendung der Begriffe in den Humanwissenschaften.

### Bedeutende Sprachwissenschaftler (Auswahl)
- Leonard Bloomfield, wichtigster Vertreter des amerikanischen Strukturalismus in der Zeit zwischen den beiden Weltkriegen
- Franz Bopp, Begründer der vergleichenden Sprachwissenschaft und Mitbegründer der Indogermanistik
- Karl Brugmann, Mitbegründer der Indogermanistik, einer der führenden Vertreter der Junggrammatiker
- Karl Bühler entwickelte das zur Grundlage gewordene Organon-Modell der Sprachfunktionen
- Noam Chomsky begründete die Generative Grammatik
- Joseph Greenberg führte umfangreiche Untersuchungen zu Sprachtypologie und Universalien von Sprache aus, begründete die heutige Grobklassifikation der afrikanischen Sprachen und postulierte die Makro-Sprachfamilien Amerind und Eurasiatisch
- Jacob Grimm und Wilhelm Grimm gelten als Begründer der Deutschen Philologie
- William Haas, Mitbegründer der englischen Linguistics Association und sozial indizierter Sprachanalyse
- Zellig S. Harris, Hauptautor des amerikanischen Deskriptivismus
- Louis Hjelmslev, Hauptvertreter der Kopenhagener Schule, Glossematik
- Wilhelm von Humboldt begründete die Vergleichende Sprachwissenschaft
- Roman Jakobson, Mitglied der Prager Schule, bahnbrechende Untersuchung zum Spracherwerb
- William Labov ist einer der wichtigsten Forscherpersönlichkeiten in der Soziolinguistik
- George Lakoff ist ein Vertreter der Kognitiven Linguistik
- Eric Heinz Lenneberg, biologische Grundlagen der Sprache
- Antoine Meillet beschäftigte sich mit den indogermanischen Sprachen, behandelte Ökonomie als Triebkraft des Sprachwandels
- Hermann Osthoff, Mitbegründer der Indogermanistik, einer der führenden Vertreter der Junggrammatiker
- Panini, verfasste die erste Grammatik des Sanskrit und damit die älteste erhaltene Grammatik überhaupt
- Hermann Paul war ein Sprachtheoretiker, einer der führenden Vertreter der Junggrammatiker
- Harm Pinkster war der weltweit führende lateinische Linguist
- Edward Sapir, Namensgeber der Sapir-Whorf-Hypothese und Forscher besonders für die Sprachtypologie
- Ferdinand de Saussure, Hauptvertreter der Genfer Schule, gilt als Begründer der modernen synchronen Linguistik und prägte den zweiseitigen Zeichenbegriff
- August Schleicher gilt als Begründer der Stammbaumtheorie in der Vergleichenden Sprachforschung
- Johannes Schmidt gilt als Begründer der Wellentheorie
- Nikolai Sergejewitsch Trubetzkoy, führender Vertreter der Prager Schule, Begründer der Phonologie
- George Kingsley Zipf ist mit den Zipfschen Gesetzen bahnbrechender Forscher für die Quantitative Linguistik
- Ghil’ad Zuckermann ist ein Vertreter der Sprachwiederbelebung.

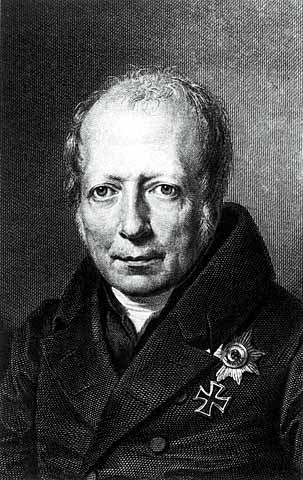
Wilhelm von Humboldt
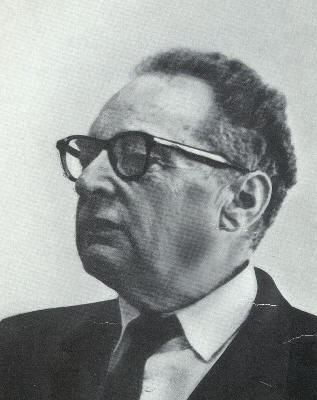
Roman Jakobson
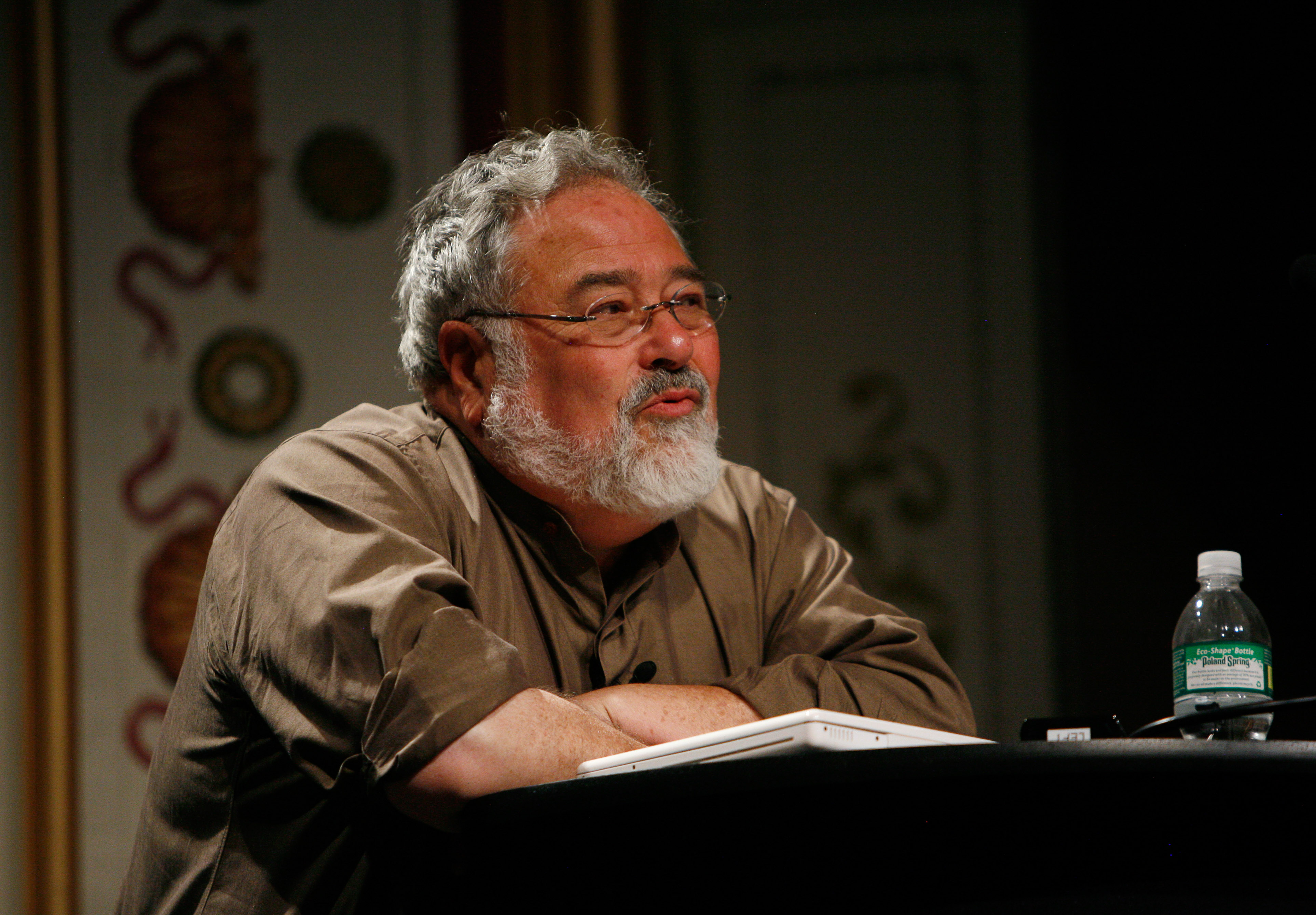
George Lakoff
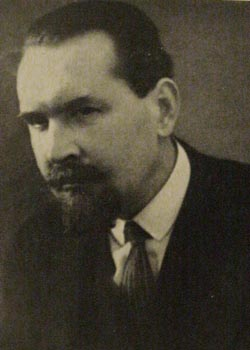
N. S. Trubetzkoy

## Populärwissenschaftliche Linguistik

### Formen
Publikationen populärwissenschaftlichen Charakters zeichnen sich u. a. dadurch aus, dass sie die Ergebnisse wissenschaftlicher Arbeit in allgemein verständlicher Sprache und in einer Form darbieten, die auch Nichtfachleute interessiert. Damit findet nicht nur eine Verbreitung von Fachwissen in der Öffentlichkeit statt, sondern auch eine Annäherung des Fachgebietes selbst an die nicht-akademische Bevölkerung.
Die Sprachwissenschaft gilt – gemessen etwa an etablierten naturwissenschaftlichen Disziplinen – gemeinhin als eine „kleine“ Wissenschaft und ist schon allein deshalb interessiert, sich durch Berichte in Printmedien, Beiträgen in Rundfunk und Fernsehen sowie mittels Buchpublikationen einem breiteren Publikum zu präsentieren. Einige andere wissenschaftliche Disziplinen haben diesbezüglich den Vorteil, dass sie publikumswirksam mit konkreten Gegenständen (wie etwa die Archäologie mit Grabungsfunden oder die Astrophysik mit Himmelskörpern) und mit anschaulichen Dingen (wie beispielsweise die Geschichte mit historischen Ereignissen) aufwarten können. Demgegenüber erscheinen für den Laien etliche der linguistischen Forschungsgebiete oft als zu wenig greifbar. Dennoch ist ein gewisses Interesse der Menschen an sprachlichen Angelegenheiten zu verzeichnen, was sich an den Inhalten der populärwissenschaftlichen Publikationen bestimmen lässt. Wie aus den biografischen Angaben der Autoren solcher Veröffentlichungen zu entnehmen, sind diese – zumindest im deutschsprachigen Raum – oft selbst keine akademisch ausgebildeten Sprachwissenschaftler, sondern stammen ursprünglich aus anderen Fachgebieten oder gehören anderen Berufen an. Verbreitet ist dieses Phänomen besonders auch im präskriptiven Bereich (Sprachratgeber, Stilfibeln usw.). Dazu sind etwa die Veröffentlichungen von Rupert Lay oder Wolf Schneider und vielen anderen zu zählen.
Die linguistische Fachsprache kann in vielen Teildisziplinen nahe an der im Alltag gebräuchlichen Umgangssprache angesiedelt sein und ist dann für interessierte Laien meist nur wenig unverständlich. Daher liegen diesbezüglich linguistische Fachpublikationen und populärwissenschaftliche Veröffentlichungen in Einzelfällen nahe beieinander.
Sowohl die in Anspruch genommenen Medien als auch die inhaltlichen Formen populärwissenschaftlicher Linguistik sind vielfältig. Bezüglich der medialen Nutzung reichen sie heute von der klassischen Buchpublikation über spezifische Websites und Kolumnen in Tageszeitungen bis hin zu Hörbüchern und Vorträgen. An inhaltlichen Formen sind Sachbücher, aber auch in Buchform gesammelte Glossen über Sprache gängig. Neuerdings ist – nicht nur im linguistischen Bereich – auch die gestalterische Variante Wörterbuch immer wieder anzutreffen, in der ein bestimmtes Thema ausgehend von einzelnen Wörtern, Begriffen oder sprachlichen Wendungen abgehandelt wird. Mit dem Aufkommen der Neuen Medien wurde es auch ohne großen Aufwand möglich, das Publikum durch Abstimmungen (per Internet) oder Abgabe von Kommentaren (Postings auf Webseiten) in die Diskussion direkt mit einzubeziehen.

### Inhalte
Hauptsächlich finden in erster Linie solche sprachwissenschaftlichen Angelegenheiten in der breiten Öffentlichkeit Anklang, die das eigene Sprachverhalten der Menschen betreffen oder mit denen sie im Alltag immer wieder konfrontiert werden. Dazu gehören im Besonderen folgende Themengebiete:

#### Öffentlicher Sprachgebrauch, Sprachwandel und Sprachkritik

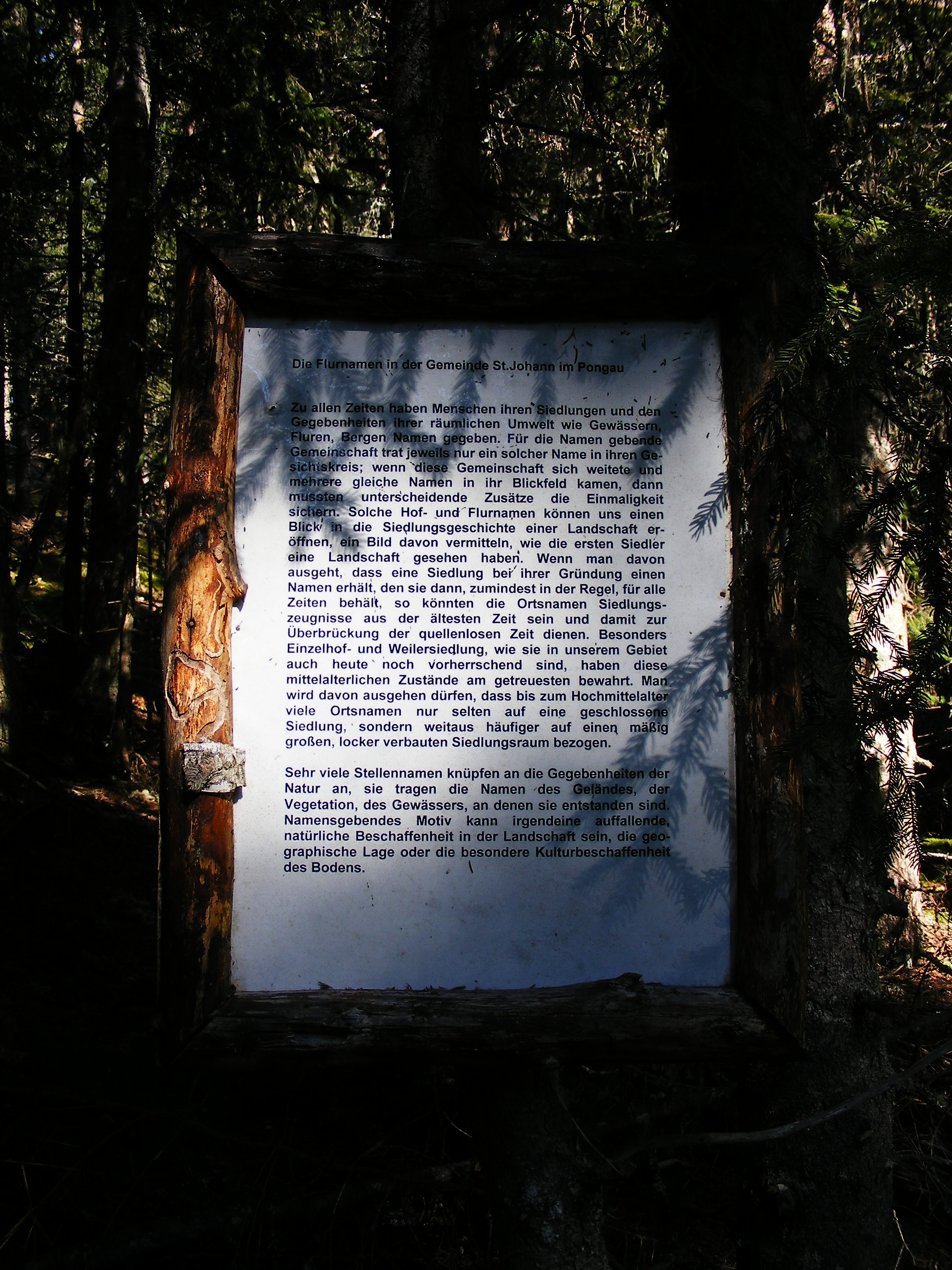
Erklärung der Bedeutung der Ortsnamenforschung (Schautafel zur Geschichte eines Ortes)

Dieser umfassende Themenbereich verdeutlicht auch, dass populärwissenschaftliche Linguistik nicht in einem Eins-zu-eins-Verhältnis mit den akademischen Fachdisziplinen gesetzt werden kann, denn in diesem Bereich überschneiden sich historische, allgemeine und angewandte Fächer. Durch die Betrachtung der im öffentlichen Raum anzutreffenden Sprache (Massenmedien aller Art, politischer Bereich, Werbung, öffentliche Ankündigungen usw.) werden Tendenzen im aktuellen Sprachgebrauch ersichtlich. Der Vergleich von diesem mit Gewohntem und Altbekanntem lässt den stets vor sich gehenden Wandel der Sprache offenkundig werden. Die Auseinandersetzung mit diesem Vorgang und die Beurteilung aktueller Sprachverwendung auch aus der Warte anderer als sprachwissenschaftlicher Positionen hat eine lange Tradition. Hinsichtlich des Anspruchsniveaus reicht dieses Befassen mit sprachlichen Neuerungen, ihren Auswirkungen und deren Einschätzung beispielsweise von den sprachkritischen Essays Karl Kraus bis hin zu rein wirtschaftlich motivierten, also verkaufsträchtig eingeschätzten, scherzhaften Dokumentationen sprachlichen Fehlgebrauchs ohne jegliche wissenschaftliche Ambition.
Viele der Arbeiten, die den öffentlichen Sprachgebrauch beobachten und als Quellen zumeist die Tagespresse, aber auch Rundfunk, Fernsehen, Internet und öffentliche politische Reden und Schriften heranziehen, formulieren wiederholt werthaltige Kritik und stellen spracherhaltende Forderungen. Sie spüren zwar Neuerungen im Sprachgebrauch und im Wortschatz auf, die auch Linguisten interessieren, stellen diese Phänomene allerdings zumeist nicht in den Zusammenhang sprachwissenschaftlicher Erkenntnisse. Solche Publikationen, deren Werthaltigkeit oft schon in den Titeln zum Ausdruck kommt, sind somit nur bedingt zur eigentlichen sprachwissenschaftlichen Populärwissenschaft zu zählen. Ein Thema dieses Fragenbereichs, nämlich der derzeitige Einfluss des Englischen auf die deutsche Sprache, ist wohl als eines der augenblicklich meistdiskutierten zu sehen.
Ein beträchtlicher Teil solcher Arbeiten zur Veränderung der Sprache und zum aktuellen Sprachgebrauch basiert aber auf linguistischer Methodik oder ist als rein deskriptiv zu werten und wird somit in dieser Hinsicht den Ansprüchen akademischer Linguistik gerecht. Als Ausdruck dessen werden wiederholt Ansichten solcher populärwissenschaftlicher Autoren in die linguistische Fachdiskussion eingebracht. Dazu gehören beispielsweise die Arbeiten von Dieter E. Zimmer und die dem Thema entsprechenden Veröffentlichungen von Eike Christian Hirsch. Immer wieder werden aber auch welche dieser Art von namhaften Sprachwissenschaftlern als zu normativ orientiert abgelehnt.
Oft werden Beobachtungen spezifisch im politisch-gesellschaftlichen Bereich bewusst als Wörterbücher konzipiert, wobei die für die Allgemeinheit bestimmten Veröffentlichungen von einfachen und knapp gehaltenen Abrissen über Beschreibungen mit professionellem politischen Background bis hin zu umfangreichen interdisziplinären Arbeiten reichen. Eine Klassifizierung solcher oft sehr profunden Arbeiten als populärlinguistisch kann aus unterschiedlichen Gründen erfolgen (Aufmachung, anvisiertes Zielpublikum …) und gegebenenfalls reine Ermessenssache sein.
Was den Themenbereich zu aktuellem Sprachstand und Sprachwandel angeht, werden nicht nur neue sprachliche Erscheinungen thematisiert, sondern auch ein Blick auf das aussterbende Vokabular gelenkt und dieses dokumentiert.
Mit Themen aus der allgemeinen Sprachwissenschaft, aber auch hinsichtlich aktuellen Gebrauchs befassen sich weiters regelmäßige Kolumnen in Printmedien und deren Onlineausgaben. Als bekannteste sind in Deutschland der Zwiebelfisch von Bastian Sick und in Österreich die in der Wiener Zeitung erscheinende Kolumne Sedlaczek am Mittwoch des Sprachwissenschaftlers Robert Sedlaczek zu nennen. Nicht zuletzt ist auch die sprachkritische Aktion Wort des Jahres, welche – einer Hitparade gleich – die gesellschaftlich-politisch wichtigsten Begriffe eines Jahres kürt, als eine erfolgreiche populärwissenschaftliche Maßnahme der Sprachwissenschaft einzustufen.

#### Etymologie und Onomastik
Zu den Klassikern populärwissenschaftlicher Linguistik zählt der historische Teilbereich Namenkunde. An erster Stelle stehen dabei die schon seit Langem in unzähligen Veröffentlichungen und mit unterschiedlicher Qualität vorliegenden Lexika und Verzeichnisse von Vornamen und deren Bedeutungen. Die Möglichkeiten des Internets erlauben nicht nur solche online anzubieten, sondern auch die Einbindung der Bevölkerung in die Forschung durch die Möglichkeit einer Abgabe von Beurteilungen einzelner Namen. Anknüpfend an den Wunsch der Menschen, die Bedeutung des eigenen Namens und die eigene familiäre Herkunft und die Bedeutung der Namen in der eigenen geografischen Umgebung zu kennen, werden vermehrt etymologische Angaben zu Familiennamen (auch im Zusammenhang mit der Ahnenforschung) und Ortsbezeichnungen angeboten.
Daran anschließend werden auch über andere sprachliche Elemente wortgeschichtliche Erläuterungen geboten. Beliebt sind Entstehungs- und Herkunftsbeschreibungen von auffälligen Ausdrücken oder von Redewendungen und Sprichwörtern samt deren Erklärung. Als Vorbild kann dabei fallweise sowohl in der Benennung des Titels als auch inhaltlich das diesbezügliche noch immer aufgelegte Standardwerk aus dem 19. Jahrhundert Geflügelte Worte von Georg Büchmann dienen. Aber auch einzelne Wörter des Alltagsvokabulars werden auf diese Weise präsentiert.

#### Sprachbeschreibungen, Einzelsprachen
Gerade im Bereich der allgemeinen Sprachbeschreibungen oder der Sprachtypologie sind schon seit geraumer Zeit die Grenzen zwischen Fachliteratur und Populärwissenschaft oft unscharf. Allgemein verständliche Fachbücher stehen so neben fundierter Populärwissenschaft.
Des Weiteren wird auf das Publikationsmotiv „Klärung von populären Irrtümern“ gesetzt, das auch in anderen Fachgebieten als der Linguistik anzutreffen ist. International bekannt dafür ist z. B. der Sprachwissenschaftler Geoffrey Pullum für ein Buch über weitverbreitete Falschinformationen über Sprache im Allgemeinen und bestimmte Sprachen im Einzelnen. Aber auch der Bereich der Volksetymologie ist dazu zu zählen.

#### Psycholinguistik
Auch praxisorientierte und populärwissenschaftliche Veröffentlichungen aus dem sprachpsychologischen und psycholinguistischen Bereich nehmen einen großen Raum ein. Dabei ist besonders das Gebiet der kindlichen Sprachentwicklung – gerade auch in Hinblick auf mögliche Entwicklungsstörungen – von breitem Interesse. Das Angebot reicht von deskriptiven Darstellungen des Spracherwerbs bis hin zu praktischen Ratgebern für Eltern. Die Publikationen bedienen auch fachliche Bedürfnisse von Pädagogen im Ausbildungssektor (Kindergarten, Grundschule) und sind praxisbezogen.

## Fachgesellschaften
In zahlreichen Staaten gibt es linguistische Fachgesellschaften, die der Förderung sprachwissenschaftlicher Forschung und der Vernetzung und Kontaktpflege zwischen Linguisten dienen. Sie veröffentlichen Publikationen und veranstalten Fachtagungen und Kongresse.

### Deutschland
- Gesellschaft für deutsche Sprache (GfdS)

Gegründet: 1947; Sitz: Wiesbaden.
- Gesellschaft für Angewandte Linguistik (GAL)

Gegründet: 1968; Sitz: Bayreuth.
- Deutsche Gesellschaft für Sprachwissenschaft (DGfS)

Gegründet: 1978; Sitz: Düsseldorf.

### Internationale Dachverbände
- Association Internationale de Linguistique Appliquée (AILA)

Gegründet: 1964; Sitz: Winterthur.
Streng von wissenschaftlichen Fachgesellschaften zu unterscheiden sind Laienorganisationen, die nicht dem wissenschaftlichen Austausch dienen, sondern sich z. B. der Sprachpflege verschrieben haben.

## Fachliteratur

### Lexika und Enzyklopädien
- Druckausgaben:
  - Johannes Bergerhausen, Siri Poarangan: DecodeUnicode: Die Schriftzeichen der Welt. Schmidt, Mainz 2011, ISBN 978-3-87439-813-8.[49]
  - Hadumod Bußmann (Hrsg.): Lexikon der Sprachwissenschaft. 3., aktualisierte und erweiterte Auflage, Kröner, Stuttgart 2002, ISBN 3-520-45203-0.
  - Rudi Conrad (Hrsg.): Kleines Wörterbuch sprachwissenschaftlicher Fachausdrücke. Dausien, Hanau 1984, ISBN 3-7684-6431-8.
  - David Crystal: Die Cambridge Enzyklopädie der Sprache., Campus, Frankfurt am Main / New York, NY 1993, ISBN 3-593-34824-1.
  - Helmut Glück, Michael Rödel (Hrsg.): Metzler Lexikon Sprache. 6., aktualisierte und überarbeitete Auflage. J.B. Metzler, Berlin 2024, ISBN 978-3-476-05984-0.
  - Dietrich Homberger: Sachwörterbuch zur Sprachwissenschaft. Philipp Reclam jun., Stuttgart 2003, ISBN 3-15-018241-7.
  - Theodor Lewandowski: Linguistisches Wörterbuch. I–III. 3. Auflage. (= Uni-Taschenbücher.) Heidelberg 1979/1980, S. 200–201 und 300.
- Onlineausgaben:
  - Norbert Fries: Online Lexikon Linguistik. hrsg. v. Christiane Fries und Norbert Fries. Onlineausgabe der Beiträge von Norbert Fries im Metzler Lexikon Sprache.
  - Johan Kerstens u. a. (Hrsg.): Lexicon of Linguistics. Online-Lexikon auf der Website der Universität Utrecht.
  - Justo Fernández López: Energeia (Memento vom 3. Mai 2007 im Internet Archive), in: Lexikon der Linguistik und der Nachbardisziplinen (Memento vom 12. Oktober 2007 im Internet Archive). Online-Lexikon auf der Website der Universität Innsbruck.
  - Glottopedia Linguistik-Wiki.

### Allgemeine Einführungen
Lehr- und Studienbücher sind u. a.:
- Victoria Fromkin, Robert Rodman, Nina Hyams: An Introduction to Language. 8. Auflage. Thomson Wadsworth, Boston 2008, ISBN 978-1-4130-1773-1.
- Manfred Geier: Orientierung Linguistik. Was sie kann, was sie will. Rowohlt, Reinbek bei Hamburg 1998, ISBN 3-499-55602-2.
- Ludger Hoffmann: Sprachwissenschaft: Ein Reader. 3., verbesserte Auflage. De Gruyter, Berlin 2010, ISBN 3-11-016896-0 (ausgewählte Originaltexte).
- Angelika Linke, Markus Nussbaumer, Paul R. Portmann: Studienbuch Linguistik. Niemeyer, Tübingen 1991; 5. Auflage ebenda 2004, ISBN 3-484-31121-5.
- John Lyons: Die Sprache. 4., durchgesehene Auflage. Beck, München 1992, ISBN 3-406-36676-7.
- Horst M. Müller (Hrsg.): Arbeitsbuch Linguistik. Eine Einführung in die Sprachwissenschaft. 2. überarb. u. aktualis. Auflage. Schöningh, Paderborn 2009, ISBN 978-3-506-97007-7.
- William O’Grady u. a.: Contemporary Linguistics. An Introduction. 3. Auflage. (Nachdruck). Addison-Wesley Longman, London 2007, ISBN 978-0-582-24691-1.
- Heidrun Pelz: Linguistik: eine Einführung. Hoffmann und Campe, Hamburg 1996, ISBN 3-455-10331-6.
- Johannes Volmert (Hrsg.): Grundkurs Sprachwissenschaft. 4. Auflage. Fink, München 2000, ISBN 3-7705-3064-0.
- George Yule: The study of language. Cambridge University Press, 1996, ISBN 0-521-56851-X.

Daneben existieren zahlreiche weitere Einführungswerke
- in die sprachwissenschaftlichen Ausrichtungen der einzelnen Philologien Anglistik, Romanistik, Slawistik etc.
Für die Germanistik liegen u. a. vor:
  - Albert Busch, Oliver Stenschke: Germanistische Linguistik. Eine Einführung. 2., durchges. u. korr. Auflage. Narr, Tübingen 2008, ISBN 978-3-8233-6414-6.
  - Gabriele Graefen, Martina Liedke: Germanistische Sprachwissenschaft. Deutsch als Erst-, Zweit- oder Fremdsprache 2., überarb. u. erweiterte Auflage. mit CD-ROM, (UTB 8381), A. Francke, Tübingen 2012, ISBN 978-3-8252-8491-6, Online-Ressource mit Inhaltsverzeichnis.
  - Wilfried Kürschner: Taschenbuch Linguistik. Ein Studienbegleiter für Germanisten. 3., durchges. Auflage. Schmidt, Berlin 2007, ISBN 978-3-503-09814-9.
  - Jörg Meibauer: Einführung in die germanistische Linguistik. 2. Auflage. Metzler, Stuttgart 2007, ISBN 978-3-476-02141-0.
  - Jakob Ossner, Heike Zinsmeister (Hrsg.): Sprachwissenschaft für das Lehramt. Ferdinand Schöningh, Paderborn 2014, ISBN 978-3-8252-4083-7.
  - Heinz Vater: Einführung in die Sprachwissenschaft. Wilhelm Fink Verlag, München 2002, ISBN 3-8252-1799-X.
- Für die Romanistik liegen u. a. vor:
  - Theresa Antes: Analyse linguistique de la langue française. Yale University Press, 2006, ISBN 0-300-10944-X.
  - Wolf Dietrich, Horst Geckeler: Einführung in die spanische Sprachwissenschaft: Ein Lehr- und Arbeitsbuch. 5., durchges. Auflage. Erich Schmidt, Berlin 2007, ISBN 978-3-503-07995-7.
  - Petrea Lindenbauer, Michael Metzeltin, Margit Thir: Die romanischen Sprachen. Eine einführende Übersicht. Egert, Wilhelmsfeld 1995, ISBN 3-926972-47-5.
  - Andreas Wesch: Grundkurs Sprachwissenschaft Spanisch. 5. Auflage. Klett, Stuttgart 2006, ISBN 3-12-939622-5.
- in die einzelnen Teilgebiete der Sprachwissenschaft sowie
- in die Methodenlehre.

### Anderes
- Karl-Heinz Best: LinK. Linguistik in Kürze mit einem Ausblick auf die Quantitative Linguistik. 5., durchgesehene Auflage. RAM-Verlag, Lüdenscheid 2008 (Kurz gefasster Überblick, Repetitorium).
- Clemens-Peter Herbermann u. a.: Sprache und Sprachen 2. Thesaurus zur Allgemeinen Sprachwissenschaft und Sprachenthesaurus. Harrassowitz, Wiesbaden 2002, ISBN 3-447-04567-1 (Fachsystematik der Allgemeinen Linguistik und Systematik der Einzelsprachen, inkl. Autorenverzeichnis).
- Wilfried Kürschner (Hrsg.): Linguisten-Handbuch. 2 Bände. Narr Verlag, Tübingen 1994 (Verzeichnis von Sprachwissenschaftlern).
- Jutta Limbach (Hrsg.): Ausgewanderte Wörter. Hueber Verlag, Ismaning 2006, ISBN 3-19-107891-6.
- Morris Halle, Joan Bresnan, George A. Miller (Hrsg.): Linguistic Theory and Psychological Reality. The MIT Press, Cambridge, Mass., 1978.
- Jan W. F. Mulder, Paul Rastall: Ontological Questions in Linguistics (= Lincom Studies in Theoretical Linguistics. Nr. 35). Lincom Europa, 2005, ISBN 3-89586-461-7.